# Đội tuyển bóng đá U-14 nữ quốc gia Việt Nam
Đội tuyển bóng đá U-14 nữ quốc gia Việt Nam là đội tuyển bóng đá nữ cho độ tuổi 14 hoặc nhỏ hơn đại diện Việt Nam do Liên đoàn bóng đá Việt Nam quản lý.

## Ban kỹ thuật
| Vị trí                 | Họ tên              |
| ---------------------- | ------------------- |
| Trưởng đoàn            | Lưu Quang Điện Biên |
| Huấn luyện viên        | Đặng Quốc Tuấn      |
| Trợ lý huấn luyện viên | Nguyễn Thị Kim Tiến |
| Trợ lý huấn luyện viên | Nguyễn Thị Ngọc Anh |
| Trợ lý huấn luyện viên | Dương Thị Khánh Ly  |
| Cán bộ chuyên môn      | Trần Thị Bích Hạnh  |
| Bác sĩ                 | Trần Thị Lương Ngọc |

## Đội hình
Danh sách các cầu thủ được triệu tập tham dự Giải bóng đá nữ U-14 châu Á – Khu vực Đông Nam Á 2016.
| Số | VT | Cầu thủ              | Ngày sinh (tuổi)  | Trận | Bàn | Câu lạc bộ            |
| -- | -- | -------------------- | ----------------- | ---- | --- | --------------------- |
|    | TM | Phạm Vũ Ngọc Thảo    | 18 tháng 10, 2002 |      |     | TT.HL& TĐ TDTT Hà Nội |
|    | TM | Đào Thị Kiều Oanh    | 25 tháng 1, 2003  |      |     | TT.HL& TĐ TDTT Hà Nội |
|    | TM | Bùi Thị Trang        | 18 tháng 7, 2002  |      |     | TT.HL& TĐ TDTT Hà Nội |
|    | TM | Nguyễn Thị Thùy Anh  | 11 tháng 10, 2002 |      |     | TT.HL& TĐ TDTT Hà Nội |
|    |    |                      |                   |      |     |                       |
|    | HV | Đặng Thị Hạnh        | 15 tháng 4, 2002  |      |     | TT.HL& TĐ TDTT Hà Nội |
|    | HV | Đỗ Thị Nhi           | 27 tháng 7, 2003  |      |     | TT.HL& TĐ TDTT Hà Nội |
|    | HV | Lê Thị Kim Oanh      | 11 tháng 7, 2003  |      |     | TT.HL& TĐ TDTT Hà Nội |
|    | HV | Trịnh Thị Thùy Linh  | 10 tháng 7, 2002  |      |     | TT.HL& TĐ TDTT Hà Nội |
|    | HV | Trần Thị Lan Anh     | 4 tháng 8, 2002   |      |     | TT.HL& TĐ TDTT Hà Nam |
|    |    |                      |                   |      |     |                       |
|    | TV | Nguyễn Thị Chuyên    | 12 tháng 1, 2003  |      |     | TT.HL& TĐ TDTT Hà Nội |
|    | TV | Ung Thị Mỹ Trinh     | 30 tháng 6, 2003  |      |     | TT.HL& TĐ TDTT Hà Nội |
|    | TV | Nguyễn Thị Tú Anh    | 4 tháng 7, 2002   |      |     | TT.HL& TĐ TDTT Hà Nội |
|    | TV | Nguyễn Thị Kim Huệ   | 20 tháng 9, 2002  |      |     | TT.HL& TĐ TDTT Hà Nội |
|    | TV | Phạm Thị Linh        | 25 tháng 5, 2002  |      |     | TT.HL& TĐ TDTT Hà Nội |
|    | TV | Vũ Thị Hoa           | 6 tháng 11, 2003  |      |     | TT.HL& TĐ TDTT Hà Nội |
|    | TV | Trần Thị Thu Xuân    | 21 tháng 12, 2002 |      |     | LĐBĐVN                |
|    | TV | Đỗ Thị Hồng          | 15 tháng 5, 2002  |      |     | TT.HL& TĐ TDTT Hà Nội |
|    | TV | Nguyễn Thị Lan Hương | 25 tháng 12, 2002 |      |     | TT.HL& TĐ TDTT Hà Nội |
|    | TV | Ngô Thị Thư          | 10 tháng 7, 2003  |      |     | TT.HL& TĐ TDTT Hà Nội |
|    | TV | Hồ Thị Kim Én        | 28 tháng 3, 2003  |      |     | TT.HL& TĐ TDTT Hà Nội |
|    | TV | Hoàng Thị Mỹ Hằng    | 26 tháng 1, 2002  |      |     | LĐBĐVN                |
|    |    |                      |                   |      |     |                       |
|    | TĐ | Đặng Thanh Thảo      | 24 tháng 2, 2003  |      |     | TT.HL& TĐ TDTT Hà Nội |
|    | TĐ | Trần Thị Thương      | 21 tháng 2, 2002  |      |     | LĐBĐVN                |
|    | TĐ | Chu Thị Trà My       | 9 tháng 3, 2002   |      |     | TT.HL& TĐ TDTT Hà Nội |
|    | TĐ | Trần Thị Thu Hường   | 29 tháng 10, 2002 |      |     | TT.HL& TĐ TDTT Hà Nội |

## Thống kê

### Giải vô địch bóng đá U-14 nữ Đông Nam Á
| Giải vô địch bóng đá nữ U-14 châu Á – Khu vực Đông Nam Á | Giải vô địch bóng đá nữ U-14 châu Á – Khu vực Đông Nam Á | Giải vô địch bóng đá nữ U-14 châu Á – Khu vực Đông Nam Á | Giải vô địch bóng đá nữ U-14 châu Á – Khu vực Đông Nam Á | Giải vô địch bóng đá nữ U-14 châu Á – Khu vực Đông Nam Á | Giải vô địch bóng đá nữ U-14 châu Á – Khu vực Đông Nam Á | Giải vô địch bóng đá nữ U-14 châu Á – Khu vực Đông Nam Á | Giải vô địch bóng đá nữ U-14 châu Á – Khu vực Đông Nam Á |
| Năm                                                      | Kết quả                                                  | St                                                       | T                                                        | H                                                        | B                                                        | Bt                                                       | Bb                                                       |
| -------------------------------------------------------- | -------------------------------------------------------- | -------------------------------------------------------- | -------------------------------------------------------- | -------------------------------------------------------- | -------------------------------------------------------- | -------------------------------------------------------- | -------------------------------------------------------- |
| 2013                                                     | Vô địch                                                  | 5                                                        | 4                                                        | 0                                                        | 1                                                        | 20                                                       | 3                                                        |
| 2014                                                     | Hạng ba                                                  | 5                                                        | 3                                                        | 0                                                        | 2                                                        | 14                                                       | 4                                                        |
| 2015                                                     | Vô địch                                                  | 5                                                        | 4                                                        | 1                                                        | 0                                                        | 17                                                       | 6                                                        |
| 2016                                                     | Hạng ba                                                  | 5                                                        | 2                                                        | 2                                                        | 1                                                        | 3                                                        | 4                                                        |
| Tổng cộng                                                | Vô địch                                                  | 20                                                       | 13                                                       | 3                                                        | 4                                                        | 54                                                       | 17                                                       |

### Các huấn luyện viên
| Họ tên           | Quốc tịch | Thời gian huấn luyện | Giải đấu |
| ---------------- | --------- | -------------------- | --- |
| Khánh Thu        | Việt Nam  | 2013–2014            | Giải bóng đá U-14 nữ châu Á – Khu vực Đông Nam Á 2013: Vô địch                                                                |
| Nguyễn Tiến Minh | Việt Nam  | 2014–2015            | Giải bóng đá U-14 nữ châu Á – Khu vực Đông Nam Á 2015: Vô địch Giải bóng đá U-14 nữ châu Á – Khu vực Đông Nam Á 2014: Hạng ba |
| Đặng Quốc Tuấn   | Việt Nam  | 2016–                | |